# Wiski (Radzyń Podlaski)
Pour les articles homonymes, voir Wiski.
Wiski (prononciation [ˈviski]) est un village de la gmina de Komarówka Podlaska du powiat de Radzyń Podlaski dans la voïvodie de Lublin, situé dans l'est de la Pologne.
Il se situe à environ 2 kilomètres à l'est de Komarówka Podlaska (siège de la gmina), 24 kilomètres à l'est de Radzyń Podlaski (siège du powiat) et 68 kilomètres au nord-est de Lublin (capitale de la voïvodie).
Le village comptait approximativement une population de 328 habitants en 2006.

## Histoire
De 1975 à 1998, le village est attaché administrativement à la voïvodie de Biała Podlaska.

Depuis 1999, il fait partie de la nouvelle voïvodie de Lublin.